# Luigi Manini
Luigi Manini (Crema, 1848. március 8. – Brescia, 1936. június 29.) olasz építész.
Manini polgati mesteriskolába járt Ferdiando Cassina professzor keze alatt Milánóban és Bresciában. A brerai (milánói) Képzőművészeti Akadémián is tanult, majd 1874-ben asszisztensként dolgozott a neves díszlettervezőnél, Carlo Ferrarionál, a La Scala színpadi professzoránál.
1879-ben Portugáliába költözött, ahol a Real Teatro de São Carlos munkatársa volt.
1936-ban Bresciában halt meg.

## Történet
Luigi Pietro Manini, Fagagna grófja, a rejtélyes, titokzatos, misztikus, nehezen érthető főműve, a lisszaboni „kísértetkastély”: Quinta da Regaleira létrehozója.
Az elvarázsolt kastély létrehozásának megbízója a dúsgazdag tulajdonos António Augusto Carvalho Monteiro volt. Pénz nem számított.
Az olasz designer, építész és festőművész Manini 1879-ben érkezett Lisszabonba.
A park sokszor cserélt a park gazdát, végül a tulajdonosa António Augusto Carvalho Monteirón brazíliai báró lett. A sokszoros milliomos báró ide vonult vissza. Megbízására Luigi Manini, a neves olasz építész és díszlettervező itt valósította meg az elképesztő tervet. 1904-1910. között folytak a munkálatok, és így jött létre a csodálatos, eklektikus és felfoghatatlan épületegyüttes.
Az excentrikusan díszített palota és titokzatos kertjei, földalatti járatai, szökőkutakjai, barlangjai és szoborai alíg bejáthatók, mert minden út a titokzaros szimbólumokban vezet. Nem tudni, hogy a szabadkőművesek, a rózsakeresztesek, az alkímia, a templomos lovagok, vagy az infernó (alvilág) közelében járunk-e éppen?
A parkban van egy kiterjedt rejtélyes barlangrendszer, ami átkelést biztosít földalatti termekhez, a kápolnához, a vízeséshez és a tóhoz, továbbá a torony alatti Léda-barlanghoz. A kútba 27 lépcsőfok vezet, és lépcsőfokok úgy vannak kialakítva, hogy a Tarot misztikáját idézzék fel.
A palota építészeti értelemben román, gótikus, reneszánsz jellegzetességekeket egyaránt mutat, sőt, szándékosan megmutat.

## Művei
- Quinta da Regaleira
- Palácio Hotel do Buçaco
- Jardim da Regaleira with its inverse initiating well
- Vila Relógio
- Vila Sassetti
- Challet Mayer
- The gardener's house at Challet Biester